# Południk zerowy

Na niebiesko zaznaczono państwa, przez których terytorium przechodzi południk zerowy. Podkreślono Antarktydę, chociaż nie jest państwem. Na czerwono, państwa, przez które przechodzi równik.

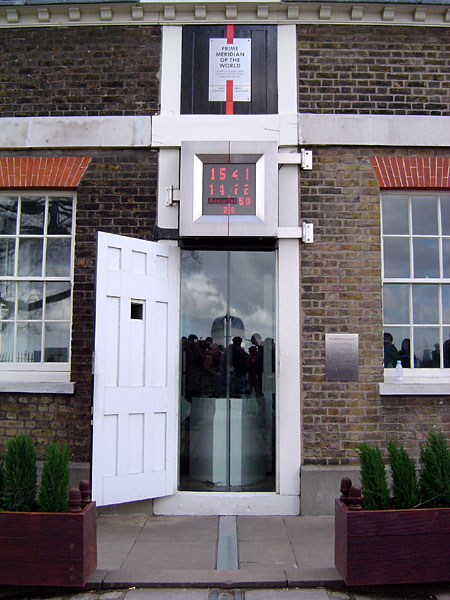
Budynek na byłym południku zerowym w Greenwich

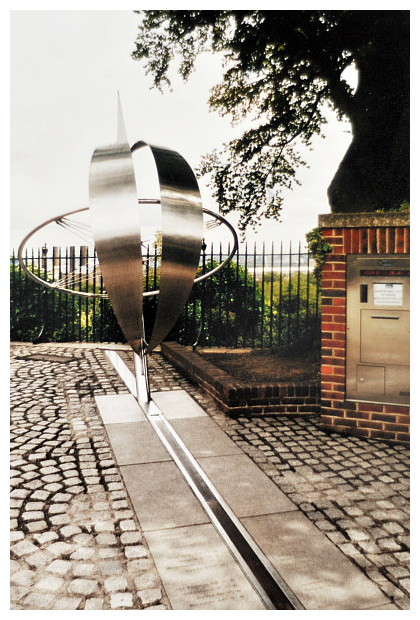
Południk Greenwich

Południk zerowy – południk, od 1984 określony przez Departament Obrony Stanów Zjednoczonych na podstawie globalnej geodezyjnej siatki geograficznej WGS 84. Południk zerowy na podstawie WGS 84 zastąpił dotychczasowy Południk Greenwich, przebiegający przez obserwatorium astronomiczne w dzielnicy Greenwich w Londynie, który był obowiązującym południkiem zerowym w latach 1884–1984.

## Geografia

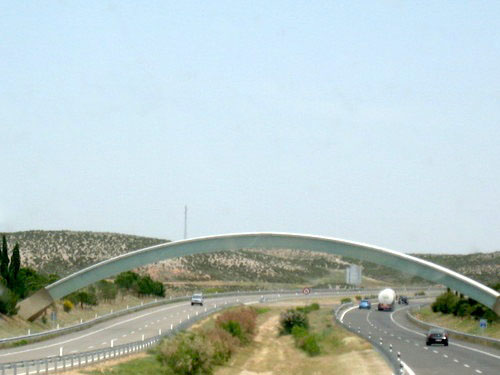
Łuk oznaczający południk zerowy w Hiszpanii

Południk przecina następujące obszary:
| Współrzędne   | Państwo, terytorium lub zbiornik wodny | Dodatkowe informacje |
| ------------- | -------------------------------------- | --- |
| 90°00′N 0°00′ | Ocean Arktyczny                        | Biegun północny |
| 81°39′N 0°00’ | Morze Grenlandzkie                     | |
| 72°53′N 0°00′ | Morze Norweskie                        | |
| 61°00′N 0°00′ | Morze Północne                         | |
| 53°45′N 0°00′ | Wielka Brytania                        | Południk przecina Wielką Brytanię na odcinku od okolic wsi Tunstall na północno-wschodnim wybrzeżu Anglii, przez Greenwich, do okolic miasta Peacehaven na południu. |
| 50°47′N 0°00′ | Kanał La Manche                        | |
| 49°19′N 0°00′ | Francja                                | |
| 42°41′N 0°00′ | Hiszpania                              | |
| 39°56′N 0°00′ | Morze Śródziemne                       | Zatoka Walencka |
| 38°52′N 0°00′ | Hiszpania                              | Sorts de la Mar |
| 38°38′N 0°00′ | Morze Śródziemne                       | |
| 35°50′N 0°00′ | Algieria                               | |
| 21°50′N 0°00′ | Mali                                   | |
| 14°59′N 0°00′ | Burkina Faso                           | |
| 11°06′N 0°00′ | Togo                                   | Na około 600 m |
| 11°06′N 0°00′ | Ghana                                  | Na około 16 km |
| 10°57′N 0°00′ | Togo                                   | Na około 39 km |
| 10°36′N 0°00′ | Ghana                                  | |
| 0°00′ 0°00′   | Ocean Atlantycki                       | Przecina równik |
| 60°00′S 0°00′ | Ocean Południowy                       | |
| 68°54′S 0°00′ | Antarktyka                             | Aż do bieguna południowego |

## Południki zerowe poprzedzające ten z Greenwich
Już w II w. n.e. Ptolemeusz wykorzystał najbardziej na zachód wysunięty znany sobie ląd jako południk odniesienia, dzięki czemu współrzędne geograficzne wszystkich punktów na znanym wówczas świecie były wschodnie i według przyjętej konwencji „dodatnie”.
Przez stulecia za punkt, przez który przebiega południk zerowy, przyjmowano hiszpańską wyspę El Hierro (zwaną „Wyspą Południkową”). To dlatego, że do czasu potwierdzenia, że Kolumb odkrył nowy kontynent, a nie drogę do Indii, była ona najdalej wysuniętym na zachód skrawkiem lądu, który był znany Europejczykom. Wykorzystywano go jako odniesienie do wykreślania map i dokonywania obliczeń geograficznych, szczególnie przez żeglarzy i geografów spoza Wielkiej Brytanii.

## Geneza współczesnego południka zerowego
W związku z rozwojem techniki, w szczególności techniki satelitarnej, Departament Obrony Stanów Zjednoczonych opracował dokładniejszą siatkę geograficzną, wzorowaną na dokładniejszym modelu Ziemi. Projekt nosił nazwę WGS (World Geodetic System) i w 1984 zdecydowano zastąpić dotychczasową siatkę geograficzną siatką WGS 84. Z założenia miała ona doprecyzować (ale nie zmienić) dotychczasową siatkę. Jednak nie uniknięto przesunięć południków, w tym zmiany położenia południka zerowego, który znajduje się ok. 102 metry na wschód od swojego poprzednika.
Obecnie siatka WGS 84 jest jedyną obowiązującą siatką geograficzną na świecie. Na niej wzorowany jest system nawigacji satelitarnej GPS, czas UTC oraz wszystkie mapy. Południk zerowy nadal przechodzi przez park Greenwich, ale już nie przez historyczne obserwatorium astronomiczne. Jednak poprzedni południk zerowy jest nadal nakreślony na dziedzińcu obserwatorium i przyciąga turystów, chociaż stracił swoje znaczenie pomiarowe.
W związku z zastosowaniem siatki geograficznej WGS 84 swoje współrzędne zmienił również Południk Warszawski z 21 00' 42" (do 1984 r.) na 21 00' 35" długości geograficznej wschodniej.